# Lee Hollis
Lee James Hollis (Lanark, 27 maart 1986) is een Schots voetballer (doelman) zonder club.